# Darlington F.C.
Câu lạc bộ bóng đá Darlington là một câu lạc bộ bóng đá Anh đến từ Darlington, County Durham. Đội là thành viên của National League North, cấp độ thứ 6 của bóng đá Anh, và thi đấu ở Blackwell Meadows.
Câu lạc bộ được thành lập vào năm 1883, và chơi các trận đấu của mình tại Feethams. Câu lạc bộ ban đầu chơi trong các giải đấu được tổ chức theo khu vực và là một trong những thành viên sáng lập của Northern League vào năm 1889. Đội lần đầu tiên được nhận vào the Football League khi Third Division North được thành lập vào năm 1921. Đội đã giành được chức vô địch Third Division North title in 1925, vào năm 1925, và vị trí thứ 15 ở Second Division năm 1926 vẫn là thành tích cao nhất từ trước đến nay của đội. Sau khi gia nhập Liên đoàn, đội đã dành phần lớn lịch sử của mình ở hạng cuối. Đội đã giành được Third Division North Cupvào năm 1934, chiến thắng đầu tiên của họ trong cuộc thi cúp quốc gia được tổ chức. Họ đã lọt vào vòng 16 đội Cúp FA hai lần, và một lần vào tứ kết Football League Cup, vào năm 1968.Vào đầu những năm 1990, họ đã giành được các danh hiệu liên tiếp, tại Conference National năm 1990 và Fourth Division năm 1991. Năm 2011 đội vô địch FA Trophy, khi đánh bại Mansfield Town 1-0 trên Sân vận động Wembley.
Darlington chuyển đến sân Darlington Arena toàn chỗ ngồi, sức chứa 25.000 vào năm 2003. Chi phí của sân vận động là một yếu tố chính thúc đẩy câu lạc bộ đi vào phá sản vào năm 2012. Bởi vì câu lạc bộ không thể đồng ý Thỏa thuận tự nguyện cho các chủ nợ (CVA) nên đã bị trục xuất khỏi Football Association (FA). Một câu lạc bộ mới ngay lập tức được thành lập nhưng FA đã ra phán quyết rằng, là một câu lạc bộ mới, nó phải có tên chơi khác với câu lạc bộ bị trục xuất. Cái tên được chọn là Darlington 1883, và câu lạc bộ đó được xếp vào giải Northern League Division One, cấp độ 9 của bóng đá Anh, cho mùa giải 2012-13. Họ đã giành được ba lần thăng hạng trong bốn mùa giải trước khi FA chấp thuận yêu cầu đổi sang tên Darlington F.C. truyền thống.
Màu sắc truyền thống của câu lạc bộ là áo đen trắng, quần đen và tất đen trắng. Biểu trưng của câu lạc bộ mô tả hình Locomotion No. 1, đề cập đến lịch sử đường sắt của thị trấn; cũng như một chiếc mũ Quaker cách điệu, đề cập đến phong trào tôn giáo có ảnh hưởng lịch sử đến thị trấn, và là nguồn gốc của biệt danh của đội, The Quakers.
Đối thủ chính của câu lạc bộ trong lịch sử là Hartlepool United.

## Lịch sử

### Thành lập và trước chiến tranh

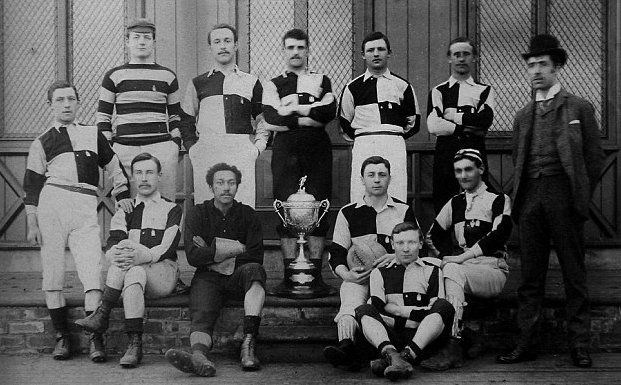
Đôi hình năm 1887 với the Cleveland Challenge Cup

Vào tháng 7 năm 1883, một cuộc họp được tổ chức tại Trường Ngữ pháp Darlington để giải quyết mối lo ngại rằng có quá ít câu lạc bộ bóng đá có trụ sở tại Darlington tham gia giải đấu lớn trong khu vực, Durham Challenge Cup. Cuộc họp nhất trí với quan điểm của tờ Darlington & Stockton Times, rằng "không có câu lạc bộ nào, thành thị hay nông thôn, đủ sức mạnh để đại diện xứng đáng cho Darlington", quyết định thành lập một câu lạc bộ mới, và bầu Charles Samuel Craven, kỹ sư người địa phương, làm thư ký. Câu lạc bộ bóng đá Darlington đã xuất sắc lọt vào Durham Challenge Cup, lọt vào trận chung kết trong mùa giải đầu tiên và giành được danh hiệu này vào năm 1885. Mùa giải tiếp theo Darlington lần đầu tiên bước vào Cúp FA, chỉ để thua Grimsby Town với tỷ số 8-0. Craven là người có công trong việc thành lập Northern League năm 1889. Darlington là một trong những thành viên sáng lập, và tiếp tục giành chức vô địch giải đấu vào các năm 1896 và 1900; họ lọt vào bán kết FA Amateur Cup trong cùng hai mùa giải.

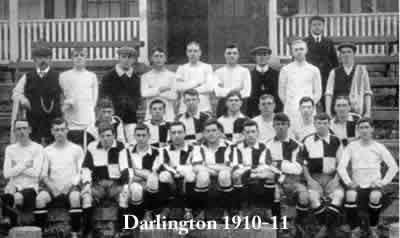
Đội hình Darlington mùa giải 1910-11, vào đến Vòng 16 đội Cúp FA

Câu lạc bộ chuyển sang chuyên nghiệp vào năm 1908 và gia nhập North Eastern League. Mùa giải 1910-11 chứng kiến Darlington lọt vào vòng 16 đội Cúp FA, vượt qua 5 vòng đấu loại để thua Swindon Town ở Vòng Ba, và hai năm sau đó, họ vô địch North Eastern League. Cải tạo mặt sân bắt đầu trước khi Thế chiến thứ nhất khiến câu lạc bộ gặp khó khăn về tài chính trong thời gian đó; chủ tịch của Darlington Forge Albion đã tài trợ cho việc hoàn thành khán đài phía Đông và xóa các khoản nợ, cho phép họ tiếp tục thi đấu. Khi bóng đá tiếp tục trở lại sau chiến tranh, Darlington về thứ hai ở North Eastern League, và vô địch lần thứ hai vào năm sau. Chiến thắng này diễn ra đúng thời điểm, vì nó trùng với sự hình thành của Khu vực phía Bắc của Football League Third Division, mà Darlington được mời tham gia.
Mùa giải đầu tiên ở Third Division đã diễn ra thành công và kết thúc ở vị trí thứ hai. Ba năm sau, 1924-25, họ vô địch và giành quyền thăng hạng Football League Second Division. Vị trí thứ 15 vào năm 1926 vẫn là thành tích tốt nhất của Darlington ở Liên đoàn, nhưng họ đã bị xuống hạng trở lại Third Division vào năm 1927, ở lại cho đến khi Chiến tranh thế giới thứ hai ngăn cản bóng đá. Đội đứng thứ ba trong các mùa giải 1929-30, nhưng hai lần phải nộp đơn xin tái cử vào Liên đoàn, vào các năm 1932-33 và 1936-37, sau khi kết thúc ở vị trí cuối cùng trong khu vực. Năm 1934, đội có được thành công đầu tiên trong một cuộc thi cúp quốc gia, đánh bại Stockport County 4-3 tại Old Trafford để vô địch Football League Third Division North Cup, và lại lọt vào trận chung kết hai năm sau, lần này thua 2-1 trên sân nhà của Chester.

### Sau chiến tranh
Ngay sau khi Football Association cho phép các trận đấu thi đấu được diễn ra dưới ánh đèn pha, Darlington đã đánh bại Carlisle United 3-1 với tỷ số 3-1 trong trận đấu Cúp FA đầu tiên giữa các câu lạc bộ trong Football League, một trận đá lại diễn ra tại St James' Park, sân của Newcastle Unitedvào tháng 11 năm 1955.[B] Mùa giải 1957-58 chứng kiến câu lạc bộ cân bằng thành tích vô địch Cúp FA tốt nhất trước đó của mình, khi lọt vào vòng 16 đội bằng cách đánh bại Chelsea, nhà vô địch Football League chỉ ba năm trước đó, ở Vòng Bốn. Sau khi để dẫn trước ba bàn tại Stamford Bridge, Darlington đã giành chiến thắng trong trận đá lại 4-1 sau hiệp phụ, được mô tả là "một chiến thắng đáng kể nhất, có được nhờ sự kết hợp của chiến thuật hợp lý và sự nhiệt tình mà Chelsea không bao giờ sánh được" theo phóng viên tờ The Times, người cảm thấy "ngạc nhiên khi hiệp phụ là cần thiết, vì Darlington dường như luôn nắm chắc trận đấu trong tay". Tại Liên đoàn, vị trí thứ tư của Darlington trong mùa giải 1948-49 là thành tích duy nhất của họ trong vòng 12 mùa giải đầu tiên sau chiến tranh, và khi các phần khu vực của Third Division được hợp nhất, đội được phân bổ cho giải Fourth Division mới.
The Supporters' Club raised £20.000 đã quyên góp được 20.000 bảng Anh để trả cho một mái nhà ở một đầu của sân Feethams và đèn pha, được sử dụng lần đầu tiên vào ngày 19 tháng 9 năm 1960. Cuối đêm đó, khán đài phía Tây bị cháy rụi do lỗi điện. Số lượng khán giả của Darlington, 21.023 người trước Bolton Wanderers ở vòng Bốn League Cup, được thiết lập sau đó hai tháng. Dưới sự quản lý của Lol Morgan, họ đã giành quyền thăng hạng Third Division vào năm 1966. Một lượng khán giả 16.000 người đã chứng kiến trận hòa với Torquay United vào ngày cuối cùng của mùa giải, điều này đảm bảo rằng đội đã kết thúc với tư cách Á quân, nhưng đã xuống hạng vào năm sau.
Darlington lọt vào tứ kết League Cup 1968; khi làm khách trước Derby County của Brian Clough, họ dẫn trước, và chỉ để thua 5-4. Trong những năm 1970, câu lạc bộ đã phải nộp đơn xin tái bầu cử vào Liên đoàn năm lần, và đến năm 1982, họ phải đối mặt với cuộc khủng hoảng tài chính mà đã sống sót nhờ những nỗ lực gây quỹ trong thị trấn. Ba năm sau, họ giành quyền thăng hạng khi đứng thứ ba trên bảng xếp hạng dưới thời Cyril Knowles. Darlington đã trải qua hai mùa giải ở Third Division; kết thúc ở vị trí thứ 13 vào năm 1986 là vị trí cao nhất mà họ đạt được trong Football League kể từ khi áp dụng cấu trúc 4 hạng đấu vào năm 1958, nhưng họ đã xuống hạng vào mùa giải sau đó.
Mặc dù việc bổ nhiệm Brian Little làm người quản lý vào tháng 2 năm 1989 là quá muộn để ngăn chặn việc xuống hạng tại Conference, nhưng ông vẫn tiếp tục dẫn dắt đội bóng đến với những lần thăng hạng liên tiếp Trở lại Football League ngay lập tức với tư cách là nhà vô địch Conference và vô địch Fourth Division mùa giải 1990-91, nhưng sự ra đi của Little đến Leicester City đã dẫn đến xuống hạng và sự thay thế của các huấn luyện viên ngắn hạn. Đội đã gần trở lại Third Division nhờ play-off năm 1996; trong chuyến viếng thăm đầu tiên đến Wembley, gặp Plymouth Argyle, đội đã bị đánh bại bởi bàn thắng của Ronnie Mauge.

### Sân vận động mới, phá sản và sự suy thoái
Mùa giải 1999-2000, mùa giải đầu tiên dưới quyền chủ tịch của George Reynolds, được đánh dấu bằng việc Darlington trở thành đội đầu tiên thua một trận ở Cúp FA và vẫn đủ điều kiện vào vòng tiếp theo. Việc Manchester United tham gia FIFA Club World Championship nghĩa là họ không vào được Cúp FA. Để quyết định ai vào vị trí của mình, lễ bốc thăm chia cặp "may rủi" được tổ chức từ 20 đội loại trực tiếp ở Vòng Hai; Darlington được chọn, và để thua 2-1 ở vòng 3 trước Aston Villa tạiVilla Park. Lần xuất hiện thứ hai trên sân Wembley của họ diễn ra vào cuối mùa giải đó, đối mặt với Peterborough United trong trận chung kết play-off sau khi tự động thăng hạng dường như đã chắc chắn trước đó. Sau chiến thắng chung cuộc 3-0 trước Hartlepool United, Quakers bỏ lỡ rất nhiều cơ hội và một lần nữa bị gỡ lại bởi một bàn thắng duy nhất, lần này là của Andy Clarke.
Năm 2002, Darlington đã tiếp cận không thành công để ký hợp đồng với các ngôi sao quốc tế Paul Gascoigne và Faustino Asprilla, và chuyển đến sân vận động mới của họ, được đặt tên là Reynolds Arena, vào mùa hè năm 2003. Reynolds đã trả các khoản nợ của câu lạc bộ khi anh ấy tiếp quản, nhưng chi phí của sân vận động, được tài trợ một phần bằng các khoản vay lãi suất cao và được xây dựng mà không có kỳ vọng thực tế sẽ lấp đầy, đã đưa câu lạc bộ đi vào phá sản sáu tháng sau đó. Reynolds từ chức giám đốc vào tháng 1 năm 2004 với câu lạc bộ đang bị đe dọa đóng cửa. Một trận đấu có lợi, có sự góp mặt của các cầu thủ bóng đá như Gascoigne, Bryan Robson và Kenny Dalglish, diễn ra trước hơn 14.000 khán giả, đã quyên góp được 100.000 bảng để giúp đảm bảo sự tồn tại trong ngắn hạn. Bất chấp những vấn đề ngoài sân cỏ, David Hodgson, trong lần thứ ba làm huấn luyện viên, và các cầu thủ của ông đã tạo ra một số màn trình diễn tốt và đội tránh xuống hạng.

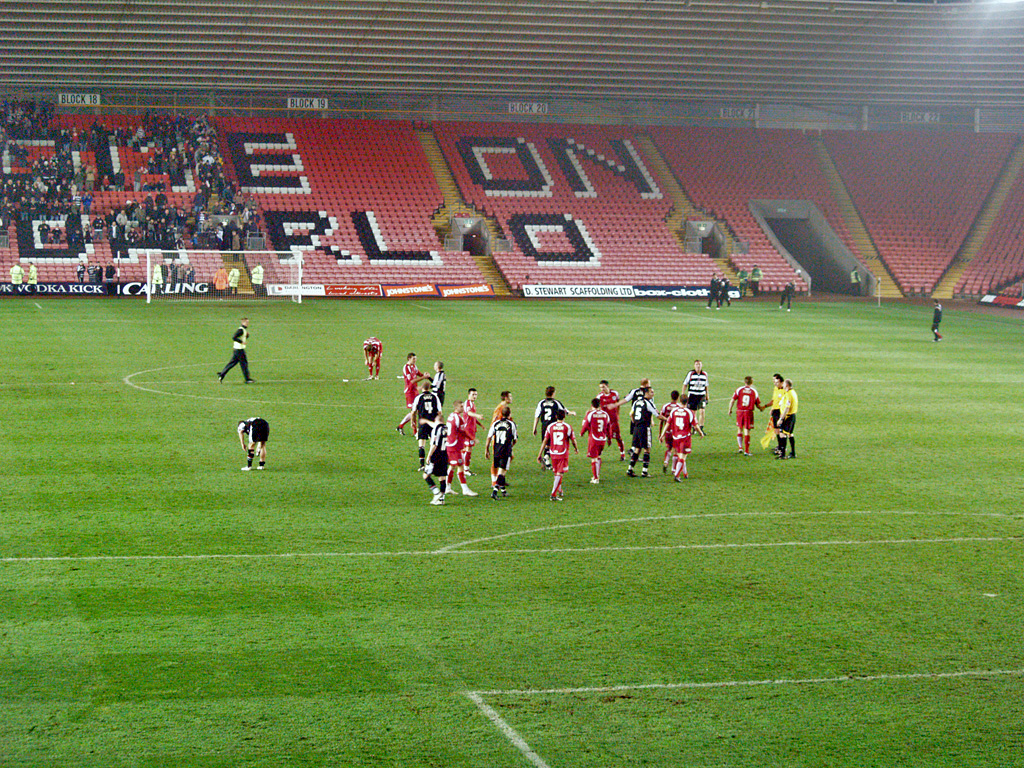
Darlington thi đấu với Bury tại Darlington Arena năm 2008

Vào cuối mùa giải, Reynolds có nghĩa vụ phải giao quyền kiểm soát cho Sterling Consortium để đưa câu lạc bộ ra khỏi quyền điều hành, Stewart Davies tiếp quản vị trí chủ tịch. Ông và các nhân viên của mình đã áp dụng cách tiếp cận thân thiện với người hâm mộ, trái ngược với Reynolds, trước đó vào năm 2006, câu lạc bộ được bán cho nhà phát triển bất động sản George Houghton. Trong bốn mùa giải liên tiếp, dưới thời Hodgson, bị sa thải vào năm 2006, và sau đó là người kế nhiệm Dave Penney, the Quakers đứng ở nửa trên của bảng, lọt vào bán kết play-off năm 2008 chỉ để thua Rochdale trên chấm phạt đền. Vào tháng 2 năm 2009, Darlington một lần nữa bắt đầu phs sản, kích hoạt một khoản trừ 10 điểm tự động, nếu không có điều đó họ sẽ lại lọt vào vòng play-off. Các nỗ lực gây quỹ đã giúp câu lạc bộ tiếp tục hoạt động, nhưng khi không tìm thấy người mua cho câu lạc bộ vào thời hạn tháng Năm, các quản trị viên đã cho phép phần lớn đội hình một để chuyển nhượng và cắt giảm nhân sự ở mức tối thiểu. Vào ngày 20 tháng 5, Houghton trở lại câu lạc bộ với tư cách là chủ tịch, bổ nhiệm cựu huấn luyện viên của Middlesbrough là Colin Todd làm người quản lý, và môi giới một thỏa thuận dẫn đến việc câu lạc bộ thoát khỏi quyền quản lý và quyền sở hữu, chuyển giao cho doanh nhân địa phương Raj Singh và cho phép đội cạnh tranh vào năm 2009 -10 mùa giải không bị trừ điểm nào. Todd rời câu lạc bộ sau khi thua bảy trong chín trận đầu tiên và được thay thế bởi cựu huấn luyện viên đội tuyển Cộng hòa Ireland là Steve Staunton, nhưng cũng chỉ thắng bốn trong 23 trận tại giải.
Câu lạc bộ cuối cùng đã phải xuống hạng đến Conference, và phải chịu nhiều xáo trộn hơn về mặt quản lý trong mùa hè khi Simon Davey và người kế nhiệm Ryan Kidd đều rời đi trong vòng 11 ngày, để lại Mark Cooper nắm quyền. Ông đã dẫn dắt câu lạc bộ giành chiến thắng trong trận Chung kết FA Trophy 2011 tại Sân vận động Wembley, đánh bại Mansfield Town 1-0 với tỷ số 1-0 bằng bàn thắng của Chris Senior ở phút cuối cùng của hiệp phụ. Sau chuỗi màn trình diễn tệ hại vào đầu mùa giải 2011-12, Cooper và trợ lý Richard Dryden đã bị câu lạc bộ sa thải vào tháng 10. Hơn hai tháng sau, Singh đưa câu lạc bộ vào phá sản lần thứ ba trong vòng chưa đầy một thập kỷ. Một số cầu thủ đã được ra mắt và được phép gia nhập các câu lạc bộ khác với mức phí danh nghĩa vào tháng Giêng trước khi huấn luyện viên tạm quyền Craig Liddle và các nhân viên còn lại bị ban giám đốc của Darlington chấm dứt hợp đồng. Hai ngày sau, câu lạc bộ không bị thanh lý sau khi được các nhóm ủng hộ rót tiền vào phút cuối. Quỹ được huy động đủ để Darlington hoàn thành mùa giải, nhưng việc xuống hạng đã được xác nhận khi mà vẫn còn ba trận đấu.

### Darlington 1883
Vào ngày 3 tháng 5 năm 2012, câu lạc bộ được tiếp quản bởi DFC 1883 Ltd với ý định chuyển sang sở hữu cộng đồng. Vì không đạt được thỏa thuận tự nguyện của các chủ nợ (CVA), câu lạc bộ đã bị trục xuất khỏi Football Association và cuối cùng bị buộc tội tại Tòa án tối cao. DFC 1883 Limited ngay lập tức thành lập một câu lạc bộ mới. Bởi vì câu lạc bộ đề xuất thi đấu trên một sân đất không có yêu cầu phân loại cho Northern Premier League, câu lạc bộ mới được xếp vào Northern League Division One, bởi Football Association. Martin Gray được bổ nhiệm làm huấn luyện viên. Đơn kháng cáo chống lại việc câu lạc bộ mới không được coi là sự tiếp nối của câu lạc bộ cũ đã bị từ chối, xác nhận rằng câu lạc bộ sẽ được đối xử như một câu lạc bộ mới và sẽ không thể thi đấu dưới tên Darlington F.C. Các chủ sở hữu mới đã chọn đặt tên cho câu lạc bộ mới là Darlington 1883.

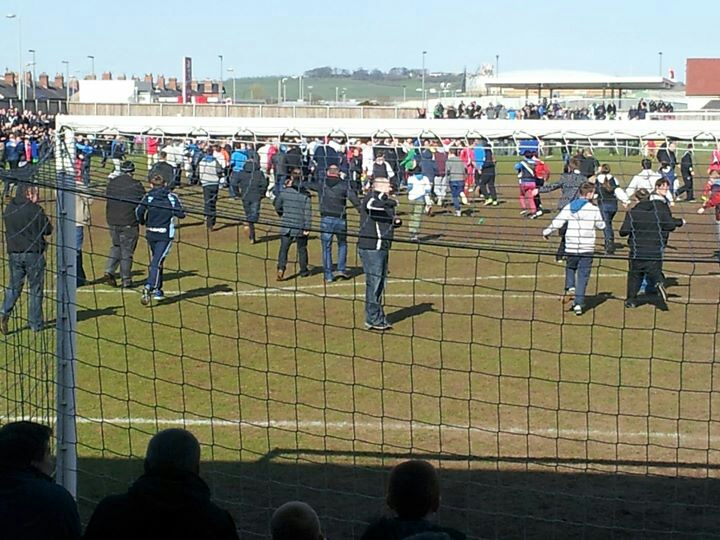
Người hâm mộ ăn mừng chức vô địch Northern League 2013.

Vào tháng 2 năm 2013, câu lạc bộ trở thành sở hữu 100% của người hâm mộ và cộng đồng sau khi Công ty lợi ích cộng đồng Câu lạc bộ bóng đá Darlington (DFC CIC), đại diện cho khoảng 800 thành viên, đã nắm giữ 52% cổ phần; Câu lạc bộ những người ủng hộ chiếm 15% và người hâm mộ cá nhân giữ 33% còn lại. Chủ sở hữu mới đã cam kết thanh toán các khoản nợ của các chủ sở hữu trước đó; 5 tháng sau, câu lạc bộ đã thanh toán khoản thuế cuối cùng cho HMRC.
Trên sân cỏ, Darlington đã lên ngôi vô địch Northern League Division One mùa giải 2012-13 với kỷ lục số điểm câu lạc bộ là 122 điểm, ghi 145 bàn, qua đó giành quyền thăng hạng lên Northern Premier League Division One North cho mùa giải 2013-14. Mùa giải chứng kiến họ kết thúc với tư cách là á quân Division One North Á quân, trước khi để thua trong trận bán kết play-off trước Ramsbottom United. Vào mùa giải 2014-15, Darlington một lần nữa về nhì, và lần này đã giành chiến thắng trong trận chung kết play-off với tỷ số 2-0 trước Bamber Bridge, giành quyền thăng hạng lên Premier Division. Darlington giành được lần thăng hạng thứ hai liên tiếp và chức vô địch giải Northern Premier League Premier Division 2015-16 vào ngày 21 tháng 4 năm 2016 sau khi đánh bại Whitby Town 7-1. Tuy nhiên, câu lạc bộ đã không thể thăng hạng ba lần liên tiếp, vì mặc dù đã về đích ở các vị trí play-off của National League North trong mùa giải 2016-17, vấn đề phân loại sân bãi đã ngăn cản sự tham gia của đội.

### Trở lại thành Darlington F.C.
Vào tháng 4 năm 2017, FA đã chấp thuận yêu cầu của câu lạc bộ để đổi sang tên truyền thống là Darlington F.C. cho mùa giải 2017-18.
Vào mùa hè năm 2017, thông qua trang web của câu lạc bộ đã báo cáo rằng công việc đã bắt đầu trên một sân vận động mới và một vị trí mới, sau khi tăng thêm số tiền gây quỹ.
Vào tháng 10 năm 2017, Gray từ chức huấn luyện viên để gia nhập kình địch York City. Ông được kế nhiệm bởi cựu cầu thủ Tommy Wright, với một cựu cầu thủ khác là Alan White làm trợ lý của ông. Wright đã dẫn dắt Darlington cán đích ở vị trí thứ 12 và 16 lần lượt trong hai mùa giải trước khi ông rời đi theo thỏa thuận đôi bên vào tháng 4 năm 2019.
Vào tháng 5 năm 2019, Wright được kế nhiệm bởi một cựu cầu thủ khác là Alun Armstrong, người đã gia nhập Blyth Spartans. Trợ lý huấn luyện viên Alan White cũng rời câu lạc bộ vào tháng 7 năm 2019 trước khi thay thế anh ta bằng một cựu cầu thủ khác Darren Holloway một tuần sau đó.
Trong mùa giải đầu tiên của Armstrong trên cương vị huấn luyện viên, Darlington lần đầu tiên lọt vào vòng Một Cúp FA kể từ khi họ được cải tổ vào năm 2012, bao gồm các trận thắng trên sân khách trước Trafford, Leamington và Tamworth. Ở vòng Một, đội chơi trên sân khách trước Walsall thuộc League Two và trận đấu kết thúc với tỷ số 2-2 khi tiền vệ Joe Wheatley ghi bàn gỡ hòa ở phút 97 để được đá lại trên sân Blackwell Meadows. Darlington sau đó đã thua 0-1 ở trận đá lại Vòng Một trước một lượng khán giả kỷ lục kể từ trận đầu tiên của họ tại Blackwell Meadows với 3.106 người tham dự.

## Màu sắc và huy hiệu
| Nhà cung cấp áo đấu và tài trợ | Nhà cung cấp áo đấu và tài trợ | Nhà cung cấp áo đấu và tài trợ |
| Từ                             | Nhà sản xuất                   | Nhà tài trợ áo đấu             |
| ------------------------------ | ------------------------------ | ------------------------------ |
| 1975                           | Umbro                          |                                |
| 1976                           | Litesome                       |                                |
| 1977                           | Bukta                          |                                |
| 1979                           | Le Coq Sportif                 |                                |
| 1982                           | Le Coq Sportif                 | DONN                           |
| 1984                           | Hummel                         | McEwan's                       |
| 1987                           | Hobott                         | United                         |
| 1988                           | Hobott                         | I-S-L                          |
| 1989                           | Jack Hatfield                  | I-S-L                          |
| 1991                           | Jack Hatfield                  | Hutchison Telecom              |
| 1995                           | ICIS                           | Orange                         |
| 1996                           | ICIS                           | Soccerdome                     |
| 1997                           | On Time Sportswear             | Darlington Building Society    |
| 1998                           | Biemme                         | Darlington Building Society    |
| 1999                           | Xara                           | Darlington Building Society    |
| 2007                           | Vandanel                       | Darlington Building Society    |
| 2009                           | Erreà                          | Darlington Building Society    |
| 2010                           | Erreà                          | The Morritt                    |
| 2011                           | Erreà                          | Lakeside Care Homes            |

Năm 1888, trang phục của Darlington bao gồm áo có sọc dọc màu đen và trắng, quần đen và tất đen. Ngoài khoảng thời gian giữa những năm 1910 và 1936, khi mặc quần xanh, màu cơ bản của trang phục sân nhà vẫn là đen và trắng. Thiết kế áo rất đa dạng, từ sọc dọc năm 1888, sọc dọc, trắng trơn, và trở lại những chiếc vòng vào những năm 1990. Tên của các nhà tài trợ đã xuất hiện trên áo đấu của Darlington từ những năm 1980. Bảng các nhà sản xuất bộ (từ những năm 1970) và các nhà tài trợ áo đấu xuất hiện ở bên phải.
Huy hiệu câu lạc bộ có dạng hình khiên, được chia theo đường chéo thành hai phần; phần nhỏ hơn, ở phía trên bên phải, là màu sân nhà của câu lạc bộ là màu trắng, phần lớn hơn là màu đỏ, màu sân khách truyền thống. Trong phần màu trắng là một chiếc mũ Quaker cách điệu, biểu tượng cho vai trò quan trọng của Religious Society of Friends (Quakers) trong lịch sử của thị trấn. Phần lớn hơn mô tả Locomotion No 1 của George Stephenson, đầu máy hơi nước đã chở chuyến tàu đầu tiên trên Stockton and Darlington Railway vào năm 1825, thể hiện tầm quan trọng của ngành đường sắt đối với khu vực. Phía dưới của tấm chắn là một dải ruy băng mang biệt danh của câu lạc bộ, The Quakers, và toàn bộ được đặt trên một chiếc giường lá sồi, tượng trưng cho sức mạnh và sự bền bỉ.

## Sân vận động
Feethams ban đầu được sử dụng bởi Darlington Cricket Club, nhưng bắt đầu được sử dụng cho bóng đá vào những năm 1860. Darlington F.C. bắt đầu chơi ở đó khi họ thành lập vào năm 1883. Với số lượng đám đông ngày càng tăng, mặt bằng được mở rộng với việc xây dựng khán đài phía Tây vào đầu thế kỷ và kết thúc Polam Lane vào năm 1905. Năm 1913, một cặp tháp được xây dựng tại lối vào mặt đất, vào năm 1920, văn phòng và phòng thay đồ được xây dựng bên dưới khán đài phía Đông. Đèn pha được lắp đặt vào tháng 9 năm 1960, nhưng sau lần sử dụng đầu tiên, một sự cố về điện đã khiến khán đài phía Tây bị hỏa hoạn, khiến nó phải xây dựng lại. Năm 1997, khán đài phía Đông bị phá bỏ và xây dựng lại thành khán đài toàn chỗ ngồi, nhưng chi phí của nó đã ảnh hưởng tiêu cực lớn đến tài chính của câu lạc bộ. George Reynolds đến với câu lạc bộ, trả nợ và bắt đầu xây dựng một sân vận động mới. Trận đấu cuối cùng chơi tại Feethams là trận hòa 2-2 với Leyton Orient vào ngày 3 tháng 5 năm 2003. Sau khi đóng cửa sân, các bóng đèn pha được bán cho Workington A.F.C. và sân vận động bị phá hủy. Một khu nhà ở đã được lên kế hoạch cho khu vực giải phóng mặt bằng.

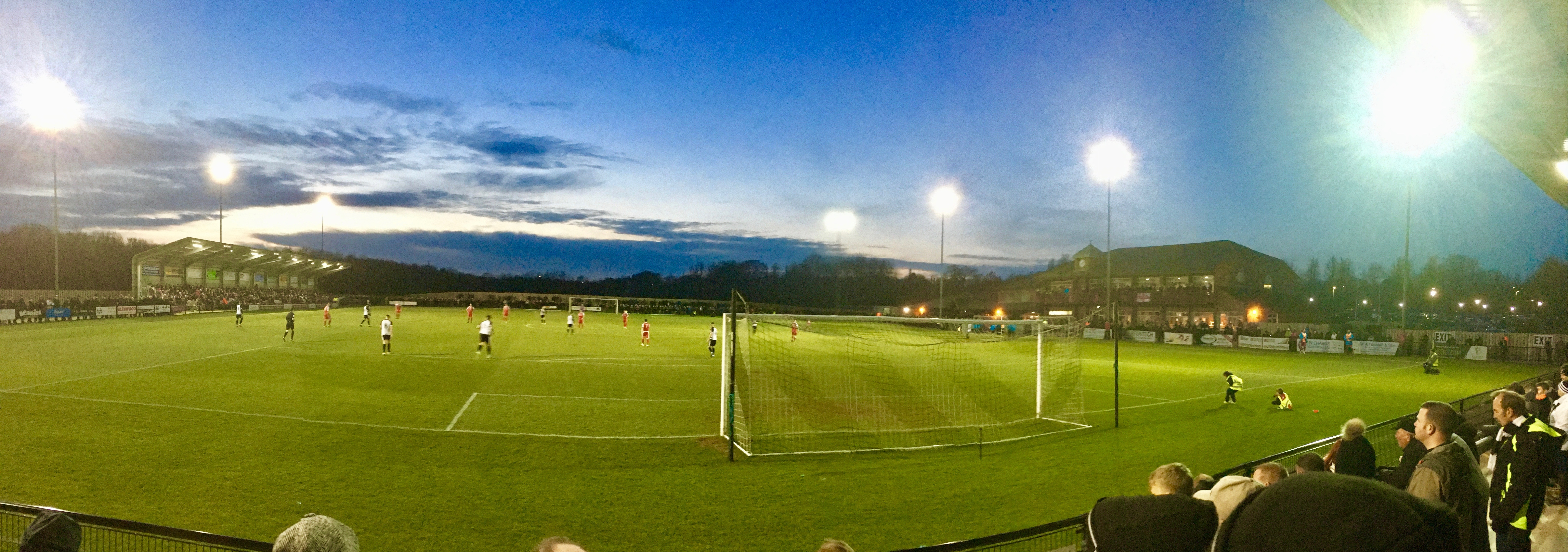
Blackwell Meadows, Darlington. Ảnh chụp từ khán đài Tinshed, trong trận đấu Darlington - Ashton United. Ảnh chụp 29/12/18. Darlington đã giành chiến thắng với tỷ số 2-1.

Nhà thi đấu Reynolds có sức chứa 25.000 chỗ ngồi được mở cửa vào năm 2003 với chi phí 18 triệu bảng Anh. Trận đấu đầu tiên tại sân vận động mới là trận thua 0-2 trước Kidderminster Harriers vào ngày 16 tháng 8 năm 2003. Sự tham dự của 11.600 người vẫn là một kỷ lục của sân. Sau khi Reynolds rời câu lạc bộ, sân vận động đã có nhiều cái tên được tài trợ, nhưng nó thường được biết đến với cái tên Darlington Arena. Sức chứa bị giới hạn chỉ 10.000 vì các quy định về quy hoạch của quận và địa phương,[A] nhưng số lượng người tham dự hiếm khi lên tới 3.000, vào năm 2011, những người nhận của câu lạc bộ đã rao bán nó. Vào tháng 5 năm 2012, Darlington xác nhận họ sẽ không còn thi đấu tại. Cuối năm đó, nó được mua lại bởi Darlington Mowden Park R.F.C.
Ban đầu, các kế hoạch đã được đặt ra để chia sẻ sân với Shildon, nhưng cuối cùng thì Darlington sẽ chia sẻ sân Heritage Park của Bishop Auckland từ đầu mùa giải 2012-13. Vào tháng 12 năm 2013, người ta xác nhận rằng đội bóng đã đạt được một thỏa thuận về nguyên tắc để chia sẻ sân của Darlington RFC tại Blackwell Meadows, và do đó sẽ quay trở lại thị trấn Darlington. Vào tháng 3 năm 2016, có thông tin xác nhận rằng Darlington đã định chuyển chỗ ở vào đầu mùa giải 2016-17, với kế hoạch mở rộng được thực hiện để nâng sức chứa lên 3.000 người, theo yêu cầu để thăng hạng cho National League. Trong sự kiện này, họ đã chơi trận đầu tiên tại Blackwell Meadows vào ngày 26 tháng 12 năm 2016, thắng 3-2 tại National League North trước F.C. Halifax Town trước 3.000 khán giả. Darlington đã mở rộng khán đài ngồi tại Blackwell Meadows thành ghế thứ 588 vào năm 2018, sau khi được người hâm mộ tài trợ thành công, cho phép câu lạc bộ được thăng hạng lên Conference National. Điều này được xây dựng sau mùa giải 2016-17, nơi Darlington kết thúc mùa giải trong trận playoff, nhưng bị truất quyền thi đấu do không đủ số lượng ghế tại Blackwell Meadows. Câu lạc bộ tiếp tục khám phá những cách khác để cải thiện Blackwell Meadows, bao gồm cả một khán đài ở đầu phía tây hiện đang trống trải của sân.

## Cổ động viên và kình địch
Cổ động viên Darlington coi Hartlepool United là đối thủ chính của họ. Cảm giác này được đáp lại: trong một cuộc khảo sát năm 2008, 95% người ủng hộ của cả hai câu lạc bộ đã gọi đội kia là đối thủ cay đắng nhất của họ. Các câu lạc bộ, có trụ sở cách nhau 25 dặm (40 km), với Middlesbrough trực tiếp giữa hai thị trấn, đã gặp nhau 147 lần trong Football League, tính đến mùa giải 2009-10, trong đó Hartlepool thắng 60 đến 57 của Darlington. Cuộc gặp gỡ giữa hai câu lạc bộ vào năm 2007 đã thu hút 10.121 đám đông đến Darlington Arena, lượng khán giả tham dự đông nhất cho trận đấu đó trong 50 năm, mặc dù số khán giả tham dự trung bình tại sân vận động này đã giảm từ hơn 5.000 trong mùa khai mạc xuống còn 2.744 trong mùa giải 2009-10.
Trong mùa giải 2012-13, mùa giải đầu tiên của Darlington với tư cách là một câu lạc bộ được đổi tên, các đối thủ chính của họ là Spennymoor Town nhờ danh hiệu vô địch Northern League. Spennymoor Town đã vô địch giải đấu trong ba năm trước đó, nhưng đã không đăng ký thăng hạng cho đến mùa giải 2012-13 khi Darlington gia nhập giải đấu. Spennymoor Town là câu lạc bộ duy nhất cạnh tranh với Darlington cho danh hiệu vào cuối mùa giải. Ở một mức độ thấp hơn, chủ nhà Bishop Auckland cũng là đối thủ của nhau nhờ sân nhà chung. Trong mùa giải 2014-15, Darlington một lần nữa khóa sừng với Spennymoor Town sau khi đội giành quyền thăng hạng từ Northern League vào năm 2014. Một lần nữa, họ tranh giành Darlington để thăng hạng trong trận playoff bán kết mà Darlington thắng 3-2. Kình địch với Spennymoor lại bùng phát vào mùa giải 2017-18 khi Spennymoor giành được vị trí ở National League North, với trận đấu đầu tiên kết thúc với tỉ số 1-1 tại Blackwell Meadows vào ngày 28 tháng 8 năm 2017.
Các linh vật của đội bao gồm Mr Q, "một người đàn ông hoạt hình trông gầy guộc với chiếc mũ rất lớn", Darlo Dog, một chú chó đốm từng bị đẩy ra khỏi mặt đất vì trèo lên bảng quảng cáo trước máy quay truyền hình, và một con gấu trúc có tên là Feethams. Fanzines bao gồm Mission Impossible, xuất bản lần đầu tiên vào đầu những năm 1990, và Where's The Money Gone, người có biên tập viên tuổi teen, cùng với biên tập viên của trang web Darlo Uncovered, nằm trong số những người ủng hộ bị chủ tịch George Reynolds cấm từ đầu vì chỉ trích việc điều hành câu lạc bộ. Kể từ năm 2013, một đài phát thanh internet do người hâm mộ điều hành, Darlo Fans Radio, đã cung cấp các bài bình luận về các trận đấu của Darlington cả trên sân nhà và sân khách.
Darlington có một câu lạc bộ cổ động viên chính thức và một nhóm ủng hộ ở sân khách, được gọi là Darlington Away Far Travelling Supporters (DAFTS), những người đại diện cho cổ động viên Darlington từ những nơi khác trong nước. Quỹ tín thác của những người ủng hộ được thành lập vào năm 2002; nó đã thành lập một Nhóm Hỗ trợ Người khuyết tật, cố gắng duy trì mối quan hệ làm việc giữa câu lạc bộ và những người ủng hộ, và cùng với Câu lạc bộ Máy ảnh Darlington, tổ chức triển lãm "Farewell to Feethams" để kỷ niệm ngôi nhà lâu đời của câu lạc bộ. Cùng với câu lạc bộ cổ động viên, quỹ tín thác đã tích cực tham gia gây quỹ, đặc biệt trong các thời kỳ phá sản của câu lạc bộ.

## Cầu thủ

### Đội hình hiện tại
Tính đến 27 tháng 8 năm 2020
Ghi chú: Quốc kỳ chỉ đội tuyển quốc gia được xác định rõ trong điều lệ tư cách FIFA. Các cầu thủ có thể giữ hơn một quốc tịch ngoài FIFA.
| Số | VT | Quốc gia | Cầu thủ        |
| -- | -- | -------- | -------------- |
| —  | HV | Anh      | Tony McMahon   |
| —  | HV | Anh      | Nicky Hunt     |
| —  | HV | Anh      | David Atkinson |
| —  | HV | Anh      | Louis Laing    |
| —  | HV | Ireland  | Michael Liddle |
| —  | HV | Anh      | Alex Storey    |
| —  | HV | Anh      | Jordan Watson  |
| —  | TV | Anh      | Will Hatfield  |
| —  | TV | Anh      | Ben Hedley     |
| —  | TV | Jamaica  | Omar Holness   |

| Số | VT | Quốc gia | Cầu thủ        |
| -- | -- | -------- | -------------- |
| —  | TV | Anh      | Mason Hurworth |
| —  | TV | Anh      | Joe Wheatley   |
| —  | TĐ | Anh      | Lucas Bell     |
| —  | TĐ | Anh      | Adam Campbell  |
| —  | TĐ | Bermuda  | Justin Donawa  |
| —  | TĐ | Anh      | Jamie Holmes   |
| —  | TĐ | Anh      | Sean Reid      |
| —  | TĐ | Anh      | Jarrett Rivers |
| —  | TĐ | Anh      | Luke Charman   |
| —  | TĐ | Anh      | Dan Maguire    |

### Cho mượn
Ghi chú: Quốc kỳ chỉ đội tuyển quốc gia được xác định rõ trong điều lệ tư cách FIFA. Các cầu thủ có thể giữ hơn một quốc tịch ngoài FIFA.
| Số | VT | Quốc gia | Cầu thủ |
| -- | -- | -------- | ------- |

## Nhân viên
Tính đến 26 tháng 10 năm 2018

### Văn phòng
| Vị trí             | Tên                                        |
| ------------------ | ------------------------------------------ |
| CEO                | David Johnston                             |
| Giám đốc Tài chính |                                            |
| Giám đốc           | Darlington 1883 Supporters Society Limited |
| Thư ký             | Jonathan Jowett                            |

### Bóng đá
| Vị trí                  | Tên             |
| ----------------------- | --------------- |
| Huấn luyện viên         | Alun Armstrong  |
| Trợ lý huấn luyện viên  | Darren Holloway |
| Kit Manager             | Gary Smith      |
| Nhà vật lý trị liệu     | Danny O'Connor  |
| Huấn luyện viên thủ môn | Jim Provett     |

## Đội dự bị
Trong tháng 10 năm 2016 có thông báo rằng Horden Colliery Welfare sẽ di chuyển 30 dặm đến Darlington để trở thành đội hình dự bị của Darlington;  đổi tên thành Darlington 1883 Dự bị và chơi trên sân 4G tại Eastbourne Sports Complex. Chủ tịch Horden, Norman Stephens, nói: "Nếu việc di chuyển không xảy ra, Horden đã có thể bị phá sản trước Giáng sinh". Stephens và một số nhân viên được Darlington giữ lại, thay thế cho Horden ở Wearside League. Đội chơi trận đầu tiên dưới cái tên mới vào ngày 6 tháng 10 trong trận thua 0-1 trước Boldon C.A.

## Danh hiệu
Các danh hiệu của Darlington kể từ khi thành lập năm 1883 như sau:

### Giải quốc nội
- Football League Third Division North
  - Vô địch: 1924-25
  - Á quân: 1921-22
- Fourth Division
  - Vô địch: 1990-91
  - Á quân: 1965-66
- Football Conference
  - Vô địch: 1989-90
- Northern Premier League Premier Division
  - Vô địch: 2015-16
- Northern Premier League Division One North
  - Á quân và thắng play-off: 2014-15
  - Á quân: 2013-14
- Northern League
  - Vô địch: 1895-96, 1899-1900, 2012-13
  - Á quân: 1896-97, 1898-99
- North Eastern League
  - Vô địch: 1912-13, 1920-21
  - Á quân: 1919-20

### Cúp
- FA Trophy
  - Vô địch: 2010-11
- Football League Third Division North Cup
  - Vô địch: 1933-34
  - Á quân: 1935-36
- Durham Challenge Cup
  - Vô địch: 1884-85, 1890-91, 1892-93, 1896-97, 1919-20, 1999-2000

## Kỉ lục
Vị trí kết thúc giải đấu cao nhất của Darlington là thứ 15 tại Football League Second Division, trong mùa giải 1925-26. Thành tích tốt nhất của câu lạc bộ tại Cúp FA là hai lần góp mặt ở vòng 16 đội. Lần đầu tiên là vào mùa giải 1910-11, thất bại trước Swindon Town ở Vòng Ba. Lần thứ hai là vào mùa giải 1957-58, khi họ đánh bại Chelsea 4-1 trong trận đá lại để lọt vào Vòng Năm, và thất bại 6-1 trước Wolverhampton Wanderers. Thành tích tốt nhất tại League Cup của câu lạc bộ là lọt vào tứ kết mùa giải 1967-68.
Chiến thắng lớn nhất trên sân nhà của The Quakers là thất bại 13-1 trước Scarborough tại Cúp FA vào ngày 24 tháng 10 năm 1891. Chiến thắng sân khách đậm nhất tại Football League à vào ngày 22 tháng 10 năm 1921, khi họ đánh bại Durham City 7-3 ở Third Division North. Họ đã giành được chiến thắng 7-1 ở Northern League Division One trước Billingham Town vào tháng 10 năm 2012 và Hebburn Town vào tháng 2 năm 2013, và ở giải Northern Premier League trước Whitby Town vào tháng 4 năm 2016.
Cầu thủ có nhiều lần ra sân nhất cho Darlington là Ron Greener với 439 trận từ năm 1955 đến năm 1967. Ông đã có tổng cộng 490 lần ra sân cho câu lạc bộ. Alan Walsh đã ghi được 87 bàn thắng ở giải đấu cấp câu lạc bộ từ năm 1978 đến năm 1984, và ghi 100 bàn cho Darlington nói chung. Số bàn thắng nhiều nhất ở giải đấu mà một cầu thủ ghi được cho câu lạc bộ trong một mùa giải là 39, của David Brown trong mùa giải 1924-25. Franz Burgmeier có nhiều lần ra sân quốc tế nhất khi còn là cầu thủ Darlington, với 7 lần khoác áo Liechtenstein trong mùa giải 2008-09.

### Đội hình trong mơ
Là một phần của lễ kỷ niệm "Farewell to Feethams" năm 2003, một cuộc thi trong chương trình câu lạc bộ đã chọn ra "Đội hình trong mơ" mọi thời đại sau: Mark Prudhoe, Ron Greener, Craig Liddle, Kevan Smith, John Peverell, Andy Toman, David McLean, Alan Sproates, Alan Walsh, Marco Gabbiadini và Colin Sinclair. Gabbiadini, người ghi 53 bàn trong hai mùa giải ở Darlington, được bầu chọn là cầu thủ vĩ đại nhất từ trước đến nay.